# Schaleco
Schaleco war ein deutscher Hersteller von Radioapparaten. Die Firma wurde als Schackow, Leder & Co. gegründet und war in Berlin N4, Chausseestr. 42, ansässig. Die Produktion begann 1925, wurde aber bereits 1939 wieder eingestellt.
Nach dem Zweiten Weltkrieg wurden bis 1982 Elektrolytkondensatoren hergestellt.

## Weblink
- Schaleco bei radiomuseum.org